# Image10
『image10 dix』（イマージュ・ディックス）は、2010年1月27日にソニー・ミュージックジャパン インターナショナル（ソニー・クラシカル）から発売された、ニューエイジ・ミュージックのコンピレーション・アルバム『image』シリーズの第10弾。規格品番：SICC-20121。

## 内容
本作よりブルースペックCD仕様が恒久仕様となる。『image+数字』で冠されたレギュラー・アルバム・タイトル・シリーズにてCD-DAでの発売は、前作『image8』で終了となった。

## 受賞歴
2011年に開催された第25回日本ゴールドディスク大賞にて、「instrumental album of the year」を受賞。

## 収録曲
1. 葉加瀬太郎「サムシング・イン・ザ・ウインド」
  - 作曲：葉加瀬太郎
  - JNN「イブニング・ファイブ」テーマソング
2. 大島ミチル「天地人～オープニングテーマ」 
  - 作曲：大島ミチル
  - NHK大河ドラマ「天地人」テーマ曲
3. 宮本笑里「break」
  - 作曲：大川茂伸
  - ヤマザキナビスコ「コーンチップ」CM曲
4. ポール・ポッツ「誰も寝てはならぬ」 
  - 作曲：ジャコモ・プッチーニ
  - 龍角散ダイレクトスティックCM曲
5. ジェイク・シマブクロ「The Search（映画「サイドウェイズ」より）」
  - 作曲：ジェイク・シマブクロ
  - 映画「サイドウェイズ」より
6. 吉俣良「カンパニュラ 風のガーデンメインテーマ」
  - 作曲：吉俣良
  - フジテレビ系ドラマ「風のガーデン」テーマ曲
7. 髙見優「JIN-仁- Main Title」
  - 作曲：高見優
  - TBS系ドラマ 日曜劇場「JIN-仁-」より
8. ゴンチチ「scarborough fair」
  - ダンロップタイヤ「VUERO」CM曲
9. 葛谷葉子「ロマンスをもう一度」 
  - 作詞：上野泰明　作曲：葛谷葉子　編曲：向井寛
  - 小田急電鉄ロマンスカーCM曲
10. 大野雄二「小さな旅」
  - 作曲：大野雄二
  - NHK「小さな旅」テーマ曲
11. モートン・グールド「So In Love」[3]
  - 作曲：コール・ポーター
  - テレビ朝日系「日曜洋画劇場」エンディング・テーマ（～2003年）
12. 松谷卓「TAKUMI/匠」
  - 作曲：松谷卓
  - ABC・テレビ朝日系「大改造!!劇的ビフォーアフター」挿入曲
13. 加古隆「森と人の約束」 
  - 作曲：加古隆
  - NHKスペシャル「映像詩・里山 / 森と人 響き合う命」テーマ曲
14. Saint Vox「Don't Leave Me This Way-energy flow-」 
  - 作曲：坂本龍一
  - tvk「Billboard TOP40」11月度OPテーマ
15. アウラ（AURA）「ゴルトベルク変奏曲 第1変奏/J.S.バッハ」 
  - 作曲：ヨハン・ゼバスティアン・バッハ
  - 沢井製薬CM曲
16. 古澤巌「Avenir～祈りの杜～」
  - 作曲：古澤巌
  - 明治神宮奉納曲
17. イル・ディーヴォ「Amazing Grace」
18. 羽毛田丈史「大地の夜明け」
  - 作曲：羽毛田丈史
  - フジテレビ開局50周年・手塚治虫誕生80周年記念「ジャングル大帝」テーマ曲
19. 小松亮太「旅夢～tabiyume～」 
  - 作曲：小松亮太
  - テレビ朝日「都のかほりスペシャル」テーマ曲
20. カノン「Saga～This is my road」
  - 作曲・編曲：カノン
  - NHKテレビアニメ「グイン・サーガ」エンディングソング
21. 渡辺俊幸「明日～インストゥルメンタル・ヴァージョン」
  - 作曲：アンドレ・ギャニオン
  - フジテレビ系ドラマ「優しい時間」より